# Álvaro Brechner
Alvaro Brechner (Montevidéu, 9 de abril de 1976) é um diretor de cinema uruguaio, roteirista e produtor com sede em Espanha. Ele fez dois filmes importantes Uma Noite de 12 Anos, Mal día para pescar e o Mr. Kaplan, vencedores de inúmeros prêmios internacionais de filmes, e exibidos em dezenas de festivais de prestígio, como o Festival de Cannes o Festival Internacional de Cinema de Veneza e candidato uruguaio ao Oscar de melhor filme estrangeiro. Ele também fez vários curtas-metragens e documentários.

## Mal día para pescar
Em 2009, ele escreveu, produziu e dirigiu sua ópera de estréia, Mal día para pescar. O filme é uma coprodução de Espanha e Uruguai, e apresenta as performances de Gary Piquer, Jouko Ahola, Antonella Costa e César Troncoso. Inspirado pelo conto Jacob e o Outro de Juan Carlos Onetti, o filme conta a história de um empresário e um ex-campeão mundial Lucha Libre iniciando um longo passeio por exposições de diferentes povos da América do Sul.
El film estreou na 48ª Semana da Crítica do Festival de Cannes. Foi o candidato uruguaio ao Oscar de melhor filme estrangeiro .

## Mr. Kaplan
Após o mau dia de pescar, Brechner voltou com o Mr. Kaplan (2014), uma comédia dramática em que um aposentado e seu motorista estão atentos a um possível nazista fugitivo, para dar sentido às suas vidas. O Sr. Kaplan protagoniza o ator chileno Héctor Noguera, os uruguaios Néstor Guzzini, Nidia Telles e o alemão Rolf Becker.
O filme foi realizado em dezenas de festivais, obtendo 7 indicações para os Prêmio Platino 2015 (Melhor filme, melhor diretor, melhor roteiro, melhor cinematografia, melhor arte, melhor edição e melhor som).
Ela foi a representante uruguaia para os prêmios Oscar de melhor filme estrangeiro em língua estrangeira e foi nomeada para o melhor filme ibero-americano nos Prêmios Goya 2015 (Espanha), Prêmios Cinematográficos José María Forqué (Espanha) e Prêmio 2015 Ariel ( México). No Uruguai, recebeu os prêmios pela associação de críticos Fipresci para Melhor Filme, Melhor Diretor, Melhor Atriz, Melhor Fotografia, Melhor Arte, Melhor Som e Melhor Traje. O projeto também participou do TorinoFilmLab obtendo os prêmios do público e do júri e do Atelier do Festival de Cannes.
Em dezembro de 2015 Brechner foi distinguido pela revista Variety como um dos 10 talentos emergentes do cinema latino-americano.

## Uma Noite de 12 Anos
Em 2018 escreveu e dirigiu La Noche de 12 Anos. El film faz sua estreia mundial no 75º Festival Internacional de Cinema de Veneza y o Festival Internacional de Cinema de San Sebastián.

##### Sinopsis
1973, Uruguai. José Mujica (Antonio de la Torre), Mauricio Rosencof (Chino Darín) e Eleuterio Fernández Huidobro (Alfonso Tort) são militantes dos Tupamaros, grupo que luta contra a ditadura militar local. Eles são presos em ações distintas e encarcerados junto a outros nove companheiros, de forma que não possam sequer falar um com o outro. Ao longo dos anos, o trio busca meios de sobreviver não só à tortura, mas também ao encarceramento que fez com que ficassem completamente alheios à sociedade, sem a menor ideia se um dia seriam soltos.